# HD 177003
HD 177003，又名BD+50 2708，SAO 31311、HR 7210，是一颗恒星，视星等为5.38，位于銀經80.64，銀緯19.29，其B1900.0坐标为赤經18h 57m 42.8s，赤緯+50° 19.29′ 30″。